# Ildefons Lima
Ildefonso Lima Solá (Barcelona, España, 10 de diciembre de 1979), más conocido como Ildefons Lima, es un exfutbolista andorrano que jugaba de defensa.
Es hermano de Antoni Lima.

## Selección nacional
Era capitán de la selección de fútbol de Andorra antes de que la Federación de fútbol andorrana lo expulsara por criticarla, con la que posee el récord de internacionalidades: 137 partidos en 26 años, lo que lo convierte en el jugador con la carrera internacional más larga. También es el máximo goleador de la selección con once goles.
El 12 de septiembre de 2023, en la clasificación para la Eurocopa 2024 ante Suiza, disputó el último partido de su carrera con la selección.
| Años      | Selección | Partidos | Goles |
| --------- | --------- | -------- | ----- |
| 1997-2023 | Andorra   | 137      | 11    |

| Año   | Partidos | Goles |
| ----- | -------- | ----- |
| 1997  | 2        | 1     |
| 1998  | 7        | 0     |
| 1999  | 8        | 0     |
| 2000  | 8        | 1     |
| 2001  | 3        | 1     |
| 2002  | 4        | 1     |
| 2003  | 2        | 0     |
| 2004  | 5        | 0     |
| 2005  | 5        | 0     |
| 2006  | 0        | 0     |
| 2007  | 6        | 0     |
| 2008  | 6        | 1     |
| 2009  | 5        | 2     |
| 2010  | 4        | 0     |
| 2011  | 6        | 0     |
| 2012  | 7        | 0     |
| 2013  | 6        | 0     |
| 2014  | 6        | 2     |
| 2015  | 7        | 1     |
| 2016  | 6        | 0     |
| 2017  | 8        | 1     |
| 2018  | 8        | 0     |
| 2019  | 9        | 0     |
| 2021  | 5        | 0     |
| 2022  | 1        | 0     |
| 2023  | 3        | 0     |
| Total | 137      | 11    |

## Clubes
| Club                   | País    | Años      | Partidos | Goles |
| ---------------------- | ------- | --------- | -------- | ----- |
| F. C. Andorra          | Andorra | 1996-1999 | 64       | 2     |
| R. C. D. Espanyol "B"  | España  | 1999-2000 | 1        | 0     |
| U. E. Sant Andreu      | España  | 2000-2001 | 25       | 2     |
| Ionikos F. C.          | Grecia  | 2001-2002 | 0        | 0     |
| Pachuca C. F.          | México  | 2002      | 3        | 1     |
| U. D. Las Palmas       | España  | 2002-2004 | 26       | 2     |
| Poli Ejido             | España  | 2003-2004 | 2        | 0     |
| Rayo Vallecano         | España  | 2004-2005 | 35       | 1     |
| U. S. Triestina Calcio | Italia  | 2005-2009 | 87       | 1     |
| A. C. Bellinzona       | Suiza   | 2009-2011 | 45       | 4     |
| U. S. Triestina Calcio | Italia  | 2011-2012 | 18       | 2     |
| F. C. Andorra          | Andorra | 2012-2014 | 45       | 15    |
| F. C. Santa Coloma     | Andorra | 2014-2018 | 84       | 18    |
| Inter Club d'Escaldes  | Andorra | 2018-2022 | 47       | 4     |
| F. C. Andorra "B"      | Andorra | 2022-2023 |          |       |

## Palmarés

### Títulos nacionales
| Título                          | Club                  | País    | Año                    |
| ------------------------------- | --------------------- | ------- | ---------------------- |
| Supercopa de Andorra (2)        | F. C. Santa Coloma    | Andorra | 2015, 2017             |
| Primera División de Andorra (4) | F. C. Santa Coloma    | Andorra | 2015, 2016, 2017, 2018 |
| Copa Constitució                | F. C. Santa Coloma    | Andorra | 2018                   |
| Copa Constitució                | Inter Club d'Escaldes | Andorra | 2020                   |
| Supercopa de Andorra            | Inter Club d'Escaldes | Andorra | 2020                   |
| Primera División de Andorra (3) | Inter Club d'Escaldes | Andorra | 2020, 2021, 2022       |